# Перс (титан)
Перс (др.-греч. Πέρσης) — в древнегреческой мифологии младший титан. Сын Крия и Еврибии. Муж Астерии, отец Гекаты. Является олицетворением разрушения.